# John Pye
John Pye (Birmingham, 7 novembre 1782 – Londra, 6 febbraio 1874) è stato un incisore inglese.

## Biografia

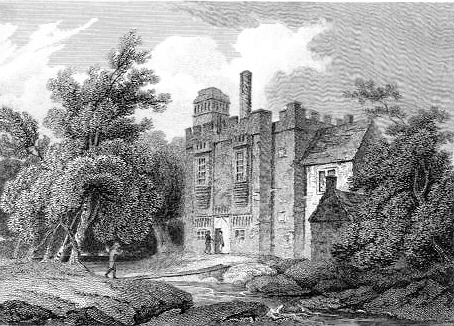
Rye House in Hertfordshire, Londra, 1807

Fu il secondo figlio di Charles Pye di Birmingham, incisore al bulino nella tecnica punteggiata, e di una figlia di John Radclyffe, anche lei di Birmingham, e zia di William Radclyffe incisore anche lui, così come suo fratello Charles Pye.
Ricevette i primi insegnamenti artistici come incisore dal padre. In seguito fu allievo di Joseph Barber di Birmingham, e fu poi apprendista presso un incisore di lastre di nome Tolley; amico di W. Turner, dal quale prese spunto per riprodurre alcune opere.
Nel 1801 John Pye andò a Londra con suo cugino, William Radclyffe, e divenne un assistente retribuito di James Heath, dal quale suo fratello maggiore era stato ingaggiato. Fu impiegato in opere di storia naturale e nell'incisione di sfondi di illustrazioni di libri.
Pye si occupò per gran parte della sua carriera come illustratore di annuali popolari e libri tascabili. Nel 1830, su richiesta di John Sheepshanks, negli anni '30 dell'Ottocento diresse una pubblicazione ufficiale composta da una serie di incisioni tratte da immagini della National Gallery londinese. Si ritirò dall'attività nel 1858.
Pye è stato tra i fondatori dell'Artist Annuity Fund, con il suo amico William Mulready. Trascorse gran parte del suo tempo in Francia circondato da una grande reputazione, dove, nel 1862, fu eletto membro dell'Académie des beaux-arts; aveva già, nel 1846, ricevuto una medaglia d'oro dal governo francese, oltre che premi al Salon ed era anche membro onorario dell'Accademia russa di belle arti di San Pietroburgo.
Nelle sue incisioni a carattere paesaggistico si ispirò alle opere di Claude Lorrain e Nicolas Poussin, che aveva artisticamente studiato in età giovanile.
Pye morì nella sua residenza il 6 febbraio 1874.

## Opere
- Pope's Villa at Twickenham;
- High Street, Oxford (1812);
- View of Oxford from the Abingdon Road (1818);
- The Rialto, Venice, La Riccia, e Lake of Nemi (1818);
- Junction of the Greta and Tees, Wycliffe, near Rokeby, e Hardraw Fall (1823);
- The Junction of the Greta and Tees at Rokeby (1823);
- Temple of Jupiter in the Island of Ægina (1827);
- Tivoli e Pæstum (1830);
- Ehrenbreitstein (1845).